# Waldemar Titzenthaler
Waldemar Franz Hermann Titzenthaler (ur. 19 sierpnia 1869 w Lublanie, zm. 7 marca 1937 w Berlinie) – niemiecki fotografik.
Urodził się w 1869 roku jako syn oldenburskiego fotografa Franza Titzenthalera. Od 1886 do 1889 uczył się fotografii u Karla Wundera w Hanowerze. Pracował w różnych miastach Niemiec i Szwajcarii, ostatecznie osiadł w 1896 roku w Berlinie. Zatrudnił się w firmie Zander und Labisch, dostarczającej fotografie "Berliner Illustrirte Zeitung". Od 1897 roku pracował we własnym studio, stając się jednym z pierwszych niemieckich fotografów reklamowych. Od 1901 należał do Freie Photographische Vereinigung zu Berlin, od 1907 do 1911 był przewodniczącym Photographische Verein zu Berlin. Od 1911 do 1931 pracował dla wydawanego przez Ullstein Verlag pisma "Die Dame". W roku 1922/23 piastował funkcję przewodniczącego berlińskiej sekcji Deutscher und Österreichischer Alpenverein. Wówczas dał się poznać jako zwolennik ideologii narodowosocjalistycznej. Zmarł w 1937 roku w Berlinie.
Wdowa po Titzenthalerze przechowała część jego zdjęć podczas II wojny. Obecnie stanowią one część kolekcji Landesarchiv Berlin.